# 三ツ子島 (広島県)
三ツ子島（みつごじま）は、広島県呉市の倉橋島の北約100 mの広島湾上に浮かぶ無人島である。三子島の表記もある。南側の大きな島と北側の小さな島の2島を総称した名前で、面積は約0.1 平方キロメートルある。呉市音戸町渡子に属する。

## 地理
南側の大きな島は、メキシコ産の工業塩を輸入し貯蔵するための場所として利用されている。運営しているのは三ツ子島埠頭株式会社で、日本の工業塩の75%を担っている。
対岸の倉橋島音戸町渡子からは工業塩の集積業務の進捗に伴い随時形態が変容する白い島と見えている。
北側の小さな島は、長さ約276 m、幅約43 m、周囲約580 m、面積約7600 平方メートル、標高約20 メートルで、2つのこぶのような岩山がある。

## 歴史
昭和初期以降、この島には大日本帝国海軍が伝染病予防のための消毒施設（検疫所）として「呉海軍病院三ツ子島消毒所」を置いていた。元々海軍は明治時代には広島湾内にあった似島消毒所を用いていたが、老朽化と組織再編に伴いこの地に消毒所を設けることとなり、1923年（大正12年）9月着工、1928年（昭和3年）11月竣工した。この建物の基礎が今も島に残されている。また島に空母天城が碇泊されていたが呉軍港空襲により損傷し浸水横転のうえ着底している。
2009年に財務省中国財務局呉出張所は、国有地であった三ツ子島の北側の小島を入札で売却することを発表した。2010年2月9日に入札が行われ、個人10人と8法人が参加し、南側の島で工業塩集積所を運営している三ツ子島埠頭株式会社が1億1万円で落札した。同社は、工業塩集積所の近隣で何らかの活動が行われると自社の操業に悪影響が出る可能性があることを理由として入札に参加し、島は現状のままで管理するとしている。

## 工業塩集積業務
1956年設立の三ツ子島埠頭株式会社は1966年に事業を開始し、半世紀以上に亘り日本国内における最大の積替え・保管基地として操業している。取り扱う塩はメキシコ政府と三菱商事の合弁製塩会社en:Exportadora de Sal S.A.(ESSA)のバハ・カリフォルニア半島のほぼ中央の太平洋側に位置するen:Ojo de Liebre Lagoonの製塩所で生産される塩である。
当ラグーンでは古くから製塩が営まれており、1954年には米国人の海運業者en:Daniel Keith LudwigがESSAを設立した。1973年には三菱商事が買収したが、1976年からメキシコ政府の鉱業法の変更に伴い、徐々に株式をメキシコ政府に売却し、現在はメキシコ政府51%三菱商事49%の出資比率となっている。
2014年時点でESSA社は年間生産量が約8百万トンの世界で最大級の製塩業となっている。生産量の約半分は日本へ輸出されており、日本の塩総輸入量の約半分がESSAからのもので占められている。